# Волчок (игрушка)

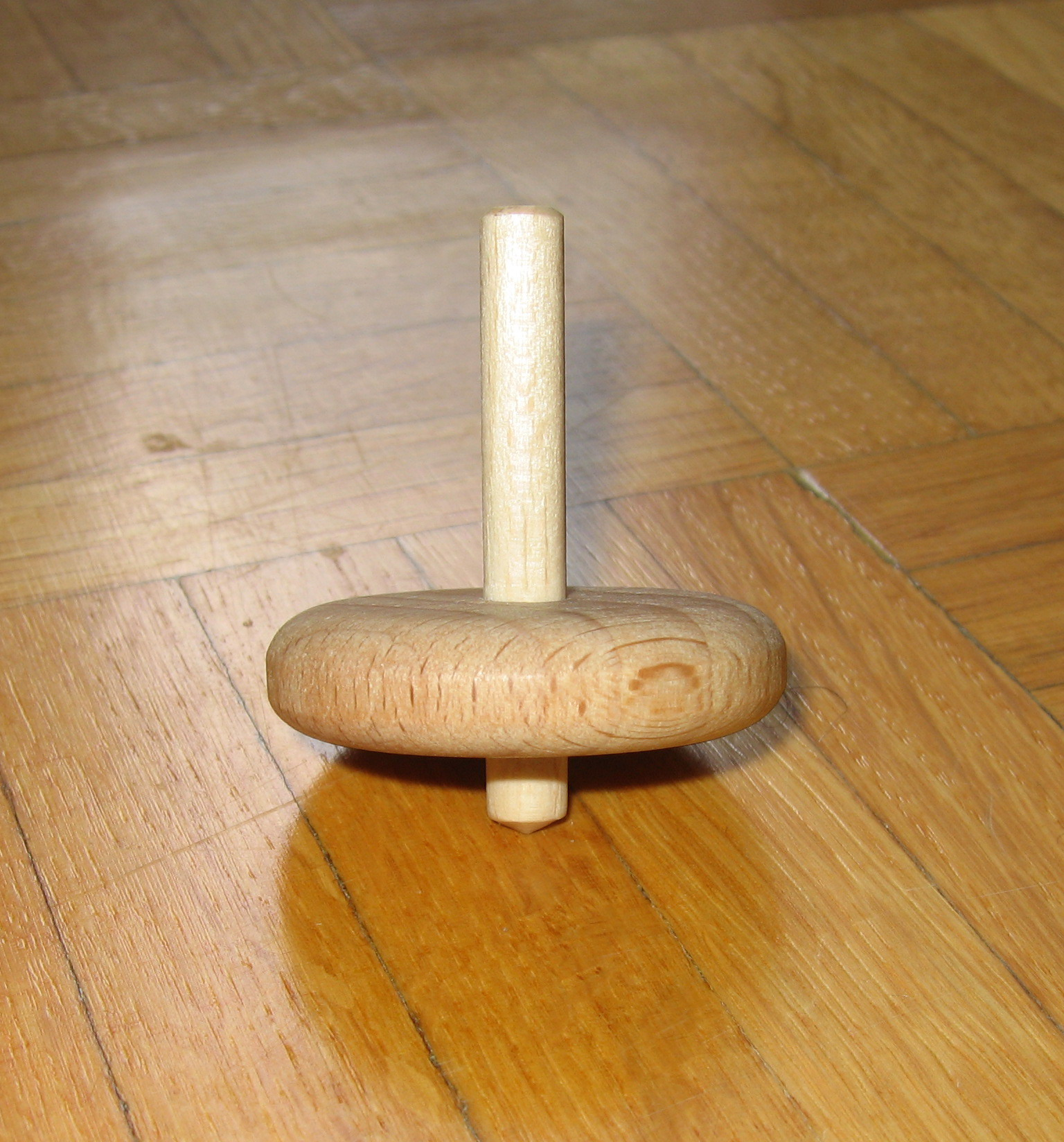
Словенский волчок (типичный пример)

Волчо́к, юла́ — игрушка (и не только), которая, в общем случае, во время вращения сохраняет устойчивость на одной точке опоры.
Быстро вращающийся волчок не падает за счёт гироскопического эффекта, но постепенно из-за трения угловая скорость собственного вращения уменьшается. Когда скорость вращения становится недостаточно большой, ось волчка начинает спиралеобразно отклоняться от вертикали (прецессировать), и в конце концов волчок падает и прекращает вращение.

Прецессия волчка

Волчок — это простейший пример гироскопа, являющегося важнейшим элементом целого ряда навигационных приборов.

## Разновидности

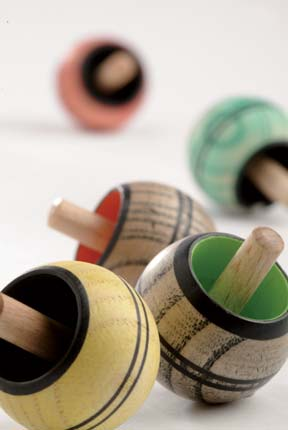
Китайский волчок — переворачивается на противоположный конец оси вращения
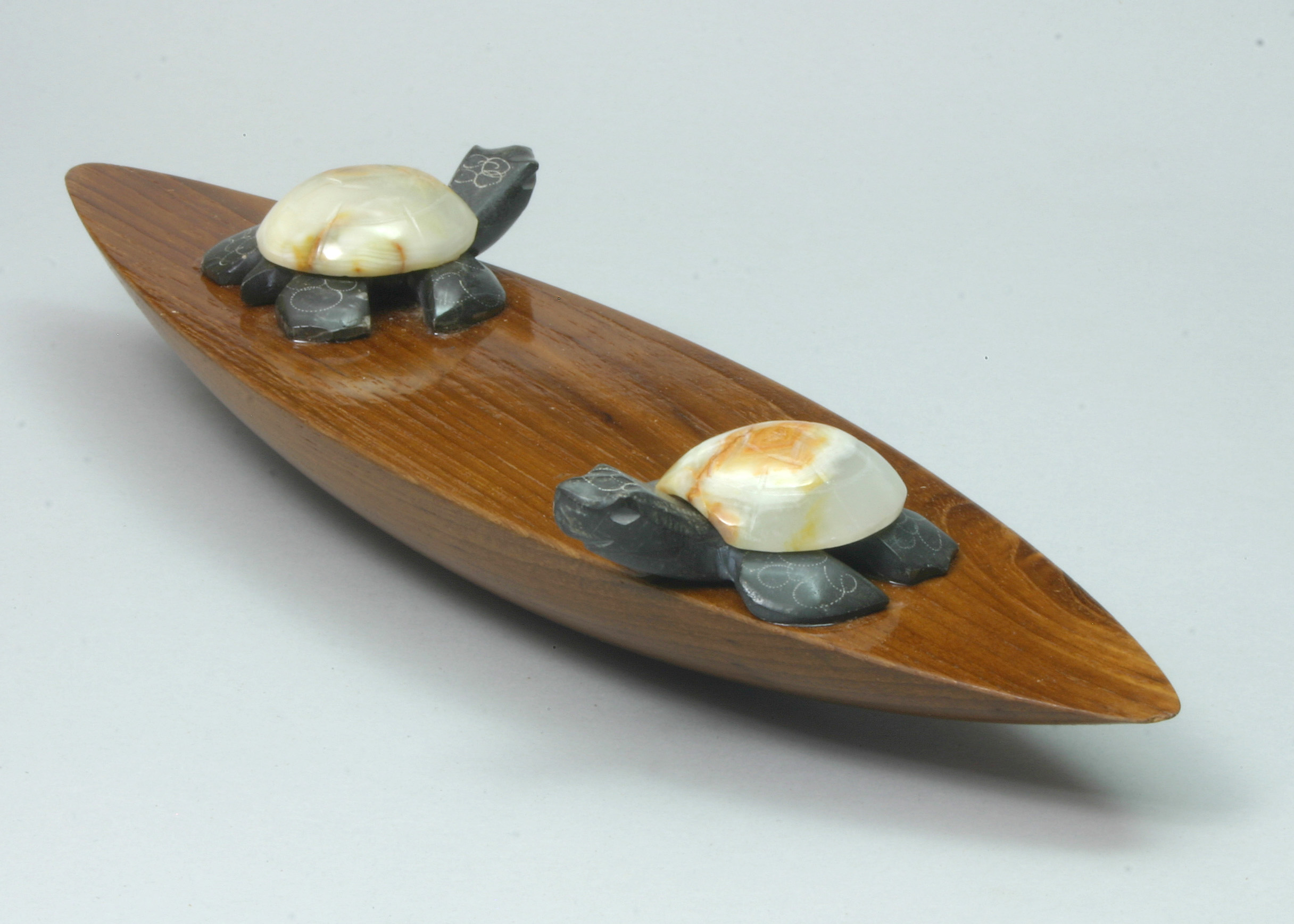
Кельтский камень — может самостоятельно менять направление вращения
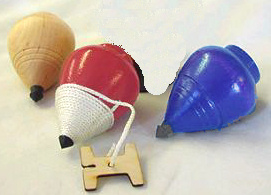
Тромпо — для раскручивания используется верёвочка
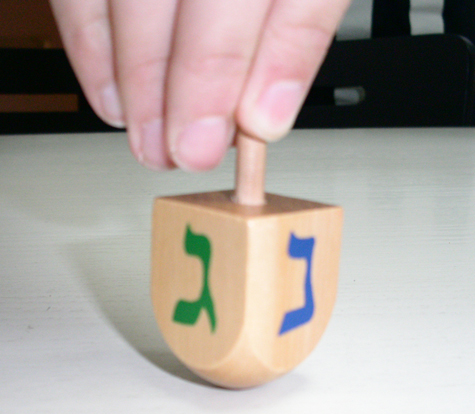
Дрейдл — с четырьмя гранями
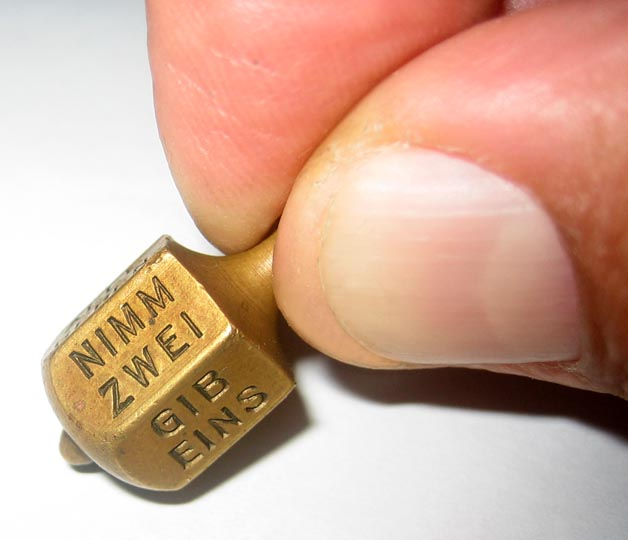
Бери-давай  (нем. Nimmgib) (англ. Put and Take, а также Teetotum (англ. Teetotum)) — с шестью гранями, как у игральных кубиков
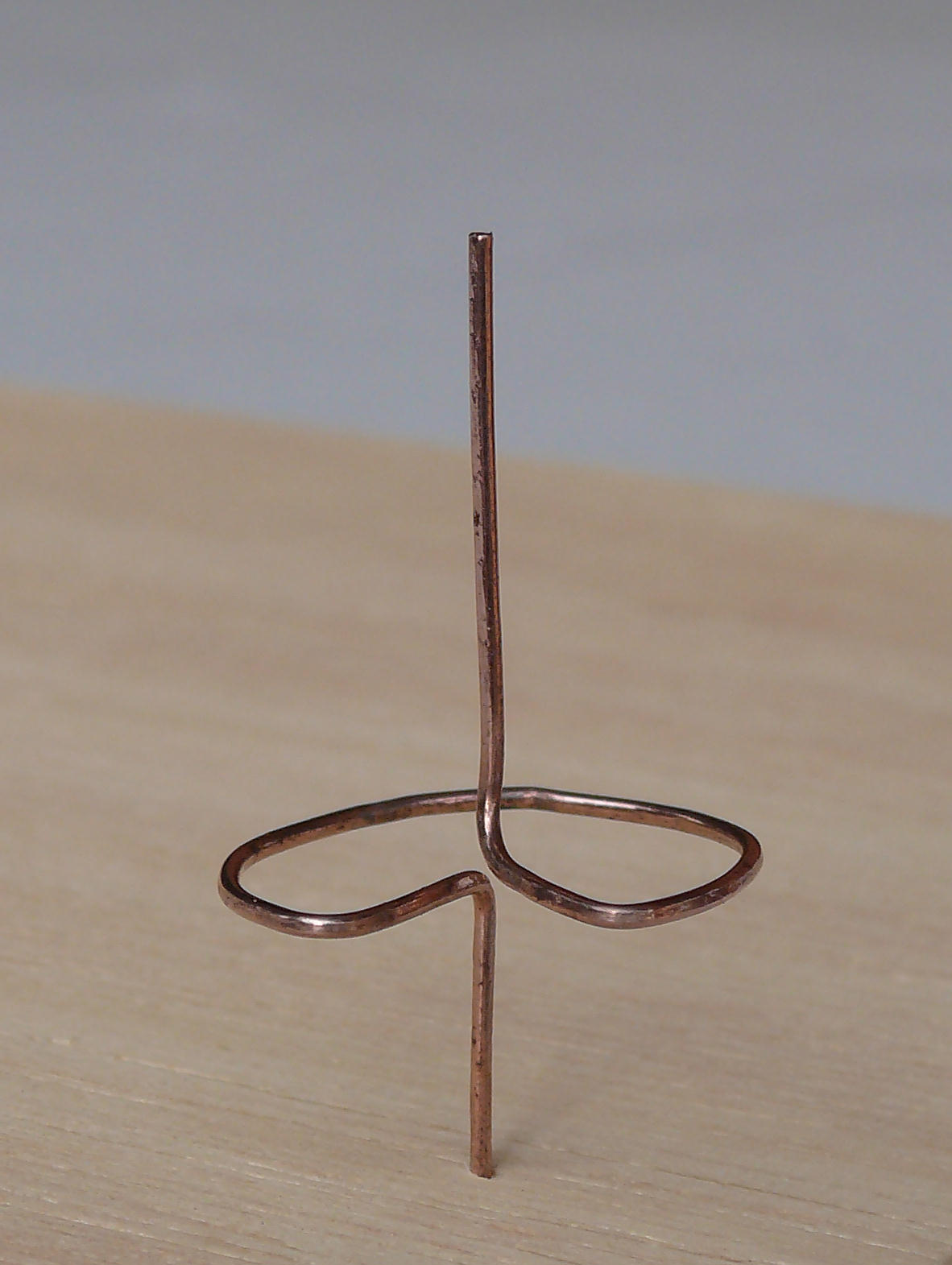
Волчок Сакаи (нем. Sakai-Kreisel) —  изготавливается из проволоки или канцелярской скрепки. Изобретён японским профессором физики Такао Сакаи

- Кубарь — русский вариант волчка тромпо.
- Левитрон — на магнитной подушке.

Также существуют разновидности волчков, запускаемых при помощи рукоятки и верёвки, их формы и размеры разнообразны.

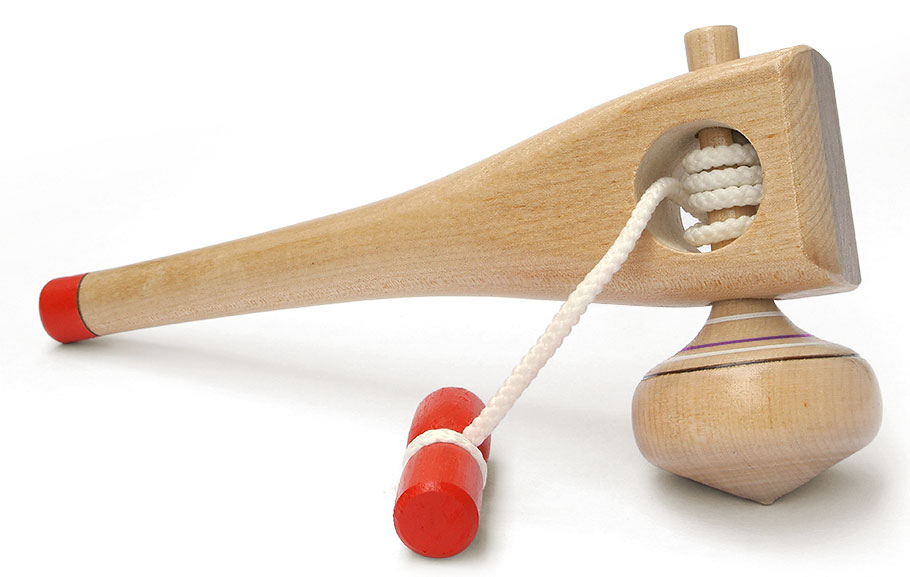
Волчок со шнуром

## Игрушки с использованием волчка

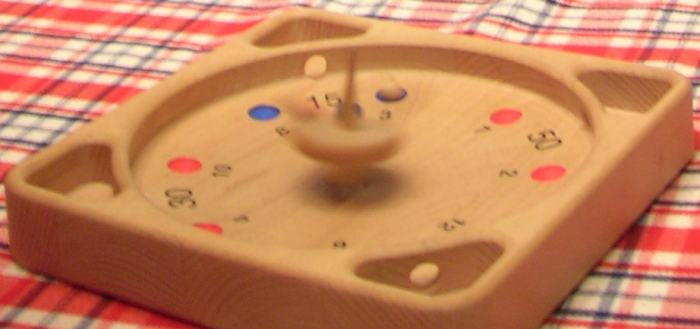
Игра с волчком, раскидывающим шарики в лунки

Существует напоминающая бильярд игра, называемая тирольской рулеткой, в которой волчок, находящийся в тарелкообразной форме, раскидывает шарики в разные стороны. Эти шарики могут попадать в лунки, каждая из которых означает определённое количество очков для начисления игроку.

## В изобразительном искусстве

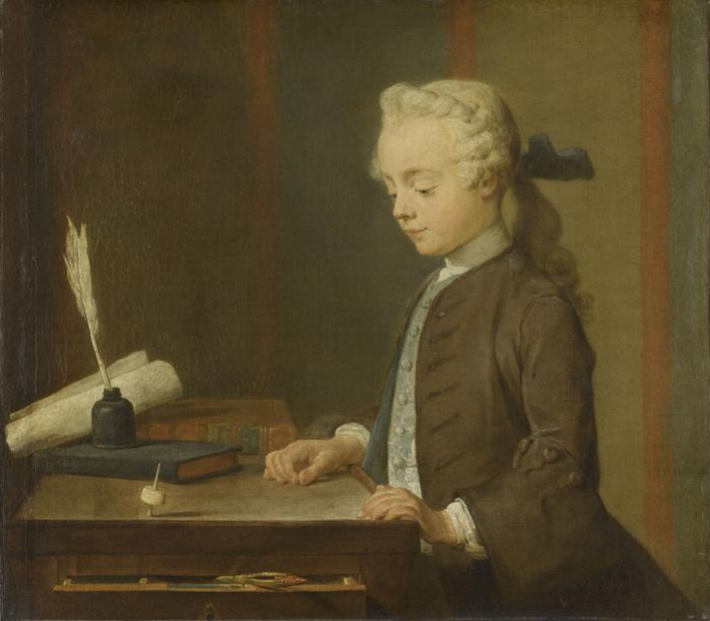
Шарден. Мальчик с волчком (около 1735)
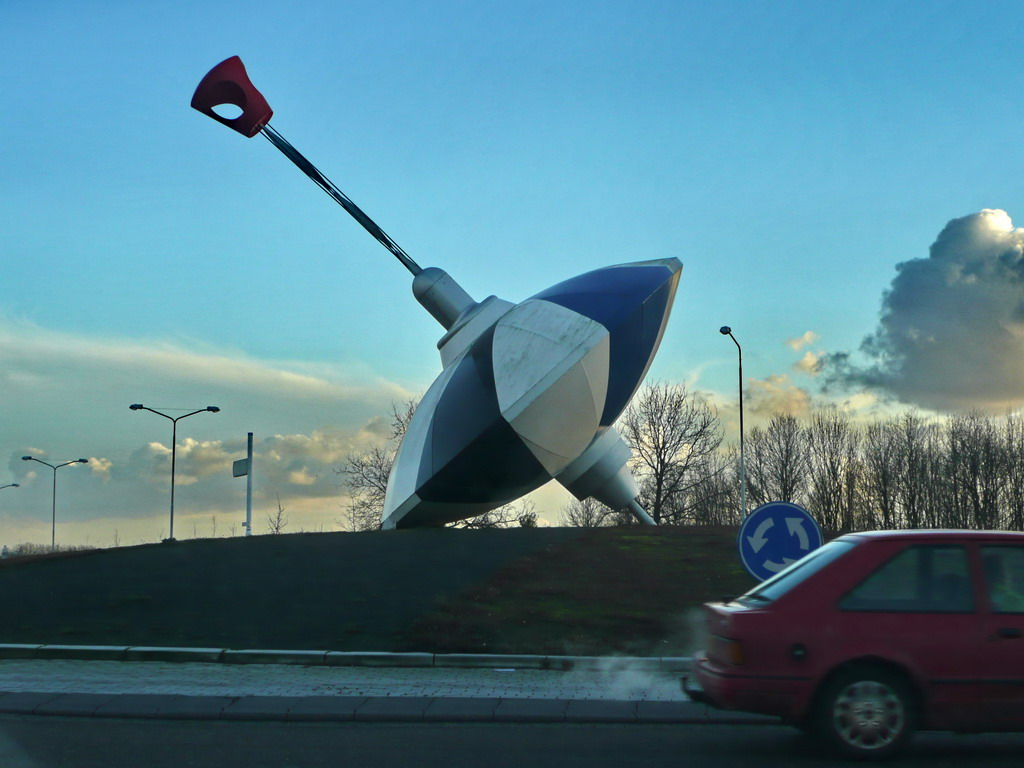
Юла-памятник в Нидерландах
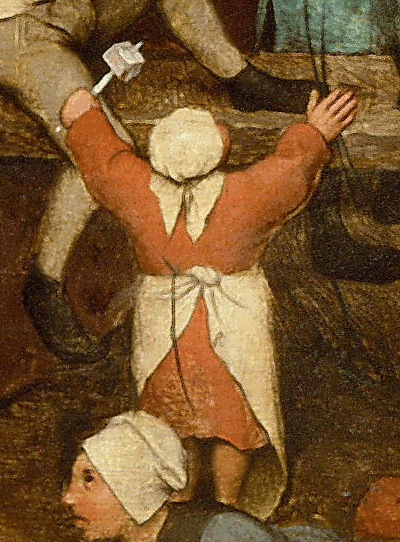
Девочка с дрейдлом в руке. Фрагмент картины Питера Брейгеля Старшего Детские игры (1560)

## В кино и других видах деятельности человека
- «Волчок» — российский художественный фильм 2009 года, психологическая драма Василия Сигарева.
- «Начало» — художественный фильм 2010 года, США.
- «Что? Где? Когда?» — интеллектуальная телепередача, в которой вопросы для знатоков выбирает волчок со стрелкой-указателем.
- «Крутится волчок» — песня российской рок-группы «Круиз»
- В 2022 году армянский волчок (хол) стал одним из символов «Детского Евровидения — 2022», наряду со слоганом «Spin the Magic» (рус. Сотвори волшебство).